# Le porte del tempo
Le porte del tempo è un romanzo per ragazzi
dell'autore italiano Giuseppe Pederiali del 1973.

## Trama
Il libro è diviso in venticinque capitoli, ciascuno dei quali è ambientato in una diversa epoca.

### I.Le porte del tempo
Il narratore è un ragazzino che, durante le vacanze estive, aspira ad entrare in un gruppo di coetanei denominatisi "I cacciatori", che come prova d'iniziazione gli impongono di catturare un ramarro. Il ragazzo però, temendo per la sorte dell'animale, lo lascia scappare. Incontra poi Zenone, un uomo enigmatico con fama di stregone, che lo invita a fare con lui ad attraversare le "porte del tempo", trasformandosi in creature presenti nelle epoche che visiteranno.

### II.Vita dura per il Corycium enigmaticum
Zenone e il narratore si trasformano in due organismi unicellulari dell'archeozoico.

### III.La famosa guerra tra gli Euritteridi e le Trilobiti
Il narratore si trasforma in una trilobite e Zenone in un euritteride, gruppi di artropodi che lottano per la supremazia nel loro ambiente.

### IV.Lo spogliarello del cefalopodo
Zenone e il narratore assistono ad un mollusco, antenato dei moderni cefalopodi, che si libera della sua conchiglia perché non ne ha più bisogno come protezione.

### V.È nato prima l'uovo o la gallina?
Zenone e il narratore, sotto forma di anfibi primitivi, assistono alla prima deposizione di uova sulla terraferma, che per questo sono dotate di un guscio solido. Come risposta al celebre dilemma, Zenone risponde che ciò dimostra che è nata prima "la gallina".

### VI.L'età dei draghi
Nel Cretaceo, il narratore è un rettile volante e Zenone uno stegosauro. A fatica riescono a sfuggire alla caccia da parte di un tirannosauro.

### VII.Il cervello nel sedere
Anche il ragazzo si è tramutato in uno stegosauro: Zenone gli spiega che gli scienziati hanno pensato che, per gestire un corpo così massiccio, questo dinosauro possedesse un cervello supplementare lungo la colonna vertebrale, al principio della coda.

### VIII.Rettili pelosi
Zenone e il narratore sono ospitati nei corpi di pristerognatidi, rettili pelosi del Permiano, durante un'era glaciale. Zenone spiega al suo allievo la deriva dei continenti.

### IX.Lasciarci le penne
Il narratore, nel corpo di un Archaeopteryx, si avventa con finalità predatorie su uno scarabeo che si rivela essere Zenone. Prima di attraversare la successiva porta del tempo, precipita in una palude e Zenone si chiede se non sia stato quell'esemplare a dare origine al celebre fossile.

### X.Le tre dita del cavallo
Nel Cenozoico, i due viaggiatori del tempo occupano i corpi di Mesohippus, antenati dei cavalli che non possiedono ancora gli zoccoli, e devono sfuggire all'attacco dei predatori creodonti.

### XI.La fidanzata orango
Zenone e il narratore sono tramutati in scimmie simili ad oranghi. Il narratore è scelto come compagno di vita da una femmina, e fugge per sottarsi a tale ruolo.

### XII.Al pianterreno si sta meglio
Zenone e il narratore sono diventati due australopitechi, in un gruppo che ha abbandonato i rami degli alberi per vivere nella savana. Il loro gruppo viene attaccato da un gigantopiteco, che nonostante la sua mole ha la peggio per l'azione di difesa collettiva degli australopitechi. Zenone ravvisa tra di loro un "barlume di pietà" che li trattiene dall'infierire ulteriormente sul loro nemico.

### XIII.Uomini o scimmie?
Zenone è diventato un pappagallo mentre il narratore si è trasforma in un'altra specie di ominide; con i suoi simili parte alla caccia di una tigre dai denti a sciabola.

### XIV.Il forno del Pliocene
In un periodo caldo e siccitoso del Pliocene, Zenone e il narratore, nelle spoglie di alticammelli, rovistano tra le sabbie in cerca di una fonte d'acqua, ma trovano soltanto un dipnoo in letargo.

### XV.Freddo coi mammut
Zenone e il narratore si trovano nel mezzo di un'era glaciale tramutati in mammut che cercano di riunirsi al loro branco.

### XVI.L'anello perduto
Zenone e il narratore, nei corpi di due lupi parzialmente addomesticati, assistono alla lotta tra due uomini primitivi, simili a quelli di Cro-Magnon, per il possesso del corpo di un cinghiale. Il narratore nota con un certo stupore che il perdente non è stato ucciso dal vincitore, come se questo fosse un segno di umanità.

### XVII.La scoperta del fuoco
Zenone e il narratore, ora due uomini primitivi, osservano che dei propri simili s'impadroniscono di rami ardenti strappati da un albero colpito da un fulmine, per portarli nella loro caverna. Col tempo impareranno a padroneggiare il fuoco e ad usarlo per le loro necessità.

### XVIII.L'invenzione del cane
In un accampamento di uomini primitivi, Zenone e il ragazzo notano un giovane cacciatore di nome Ko che ha addomesticato un lupacchiotto e che propone di usare il suo fiuto per rintracciare un leone delle caverne divenuto una minaccia per la tribù ed eliminarlo. I due assistono al successo dell'impresa, al prezzo della vita del lupo.

### XIX.Il bisonte dipinto
Zenone è diventato una carpa, mentre il ragazzo è l'aiutante di un pittore rupestre che sta dipingendo le pareti della Grotta di Altamira. Oltre alle figure degli animali, questi ritrae anche il suo garzone. 

### XX.I padroni del mondo
Zenone e il narratore sono nelle pelli di due uomini di Neandertal che vivono in una grande caverna con la loro tribù. Durante una loro assenza, i loro simili vengono trucidati; dalle ferite sui loro corpi, Zenone capisce che il massacro è stato eseguito con le armi degli uomini di Cro-Magnon e porta il suo giovane amico ad osservare questa nuova specie umana che s'imporrà come la nuova dominatrice del mondo. I due vengono scoperti, ma a distogliere l'attenzione da loro provvede la comparsa di un branco di bisonti.

### XXI.Campo di battaglia
Zenone e il ragazzo assistono ad una battaglia tra agricoltori sedentari e pastori nomadi. Il narratore trova il combattimento più terribile delle lotte tra i dinosauri.

### XXII.Gli astronomi di pietra
Nel giorno del solstizio d'estate, Zenone e il narratore, nei corpi di due ricci, assistono ad una processione a Stonehenge. Zenone spiega che si trattava di un antico osservatorio astronomico.

### XXIII.La prima città del mondo
Zenone e il narratore sono due pecore di un gregge portato a Gerico per essere dato in tributo al re della città. Prima di essere condotti al macello, fuggono attraverso un'altra porta del tempo.

### XXIV.La piramide
Zenone e il narratore, nei panni di due antichi egizi, sono arruolati in modo coatto per la costruzione di una piramide. Essendosi fermati per parlare, subiscono le scudisciate di un sorvegliante, ma se ne vanno da quest'epoca prima di riceverne un'altra razione.

### XXV.Il ritorno
Il narratore torna nel suo tempo, ma Zenone sembra scomparso. Gli altri ragazzi decidono di accoglierlo comunque tra i cacciatori per aver avuto il coraggio di affrontare il vecchio stregone. Prima di andar via, al ragazzo sembra di riconoscere Zenone nel ramarro che ha lasciato libero.

## Critica
Per il critico e studioso dell'opera di Pederiali Giovanni Negri, i vari capitoli del libro sono assimilabili a favole in cui l'immaginazione dell'autore s'intesse con informazioni realmente desunte dalle scienze paleontologica e biologica (cosa che ne ha facilitato, tra l'altro, l'adozione come libro di lettura nelle scuole). Negri fa notare inoltra che le creature nelle quali entrano gli spiriti di Zenone e del ragazzo sono dei semplici "veicoli", che non li condizionano a livello psicologico come invece avviene, ad esempio, nel caso degli Animorphs di K.A. Applegate.

## Edizioni
- Giuseppe Pederiali, Le porte del tempo, collana Identikit, n. 3, Milano, Bietti, 1973.
- Giuseppe Pederiali, Le porte del tempo, a cura di Ada Gigli Marchetti, collana Aperture, Milano, Edizioni scolastiche Bruno Mondadori, 1985.